# Leucopleura viridis
Leucopleura viridis là một loài bướm đêm thuộc phân họ Arctiinae, họ Erebidae.